# Liste de films tournés aux Pays-Bas
Un certain nombre d'œuvres cinématographiques et télévisuelles ont été tournés aux Pays-Bas. 
Voici une liste à compléter de films, téléfilms, feuilletons télévisés, films documentaires... tournés aux Pays-Bas.
- Haut – A
- B
- C
- D
- E
- F
- G
- H
- I
- J
- K
- L
- M
- N
- O
- P
- Q
- R
- S
- T
- U
- V
- W
- X
- Y
- Z

## A
- Amsterdam
  - À la recherche du passé
  - À nous les garçons
  - Amsterdamned
  - L'Ascenseur : Niveau 2
  - Bad Boys 2
  - Les diamants sont éternels
  - La Fiancée de l'évêque
  - La Jeune Fille à la perle
  - Le Journal d'Anne Frank
  - Le Loup-garou de Paris
  - Marche ou crève
  - Modesty Blaise
  - Mon Ange
  - La Mort dans la peau
  - Ocean's Twelve
  - Who's That Knocking at My Door

## R
- Rotterdam
  - 1968 : L'Homme du Picardie, feuilleton télévisé de Jacques Ertaud[1],[2],[3],[4]